# 孙丞承
孙丞承（17世纪—?），籍贯奉天府（今辽宁省沈阳市）。清朝官员，曾任金华府知府、苏松道道台。

## 生平
顺治十七年（1660年）九月初六，顺治帝因为官清廉的朱之锡母亲去世，屡次上疏请求回家安排母亲后事，而派遣时任金华知府的孙丞承前去祭祀朱之锡的母亲，并封赠朱之锡母亲为太夫人，“以国典宣优，造坟安葬”、封赠朱之锡的父亲朱三凤为通奉大夫，内翰林学士加一级重葬。后孙丞承于同年任苏松道道台，康熙四年（1665年）离任，由陈彩继任。